# Де Врис, Раймо
Раймо де Врис (нидерл. Raimo de Vries; 10 июня 1969, Ден-Хелдер, Северная Голландия, Нидерланды) — нидерландский футболист, полузащитник.

## Биография
Де Врис играл два года в молодёжном составе АЗ и два года учился в Амстердамском университете. В 1989 году был на просмотре во второй команде «Утрехта». Через Ханса Офта поступил в Университет Уэйк-Форест в США. Там де Врис изучал экономику и немецкий язык, а также играл в университетской футбольной команде «Уэйк-Форест Димон Диконз», где главным тренером был Уолт Чижович. В Национальной ассоциации студенческого спорта забил 28 мячей и отдал 15 результативных передач в период с 1989 по 1992 год.
В 1993 году де Врис присоединился к клубу «Роли Флайерз» из USISL.
В 1996 году де Врис перешёл в клуб MLS «Колорадо Рэпидз», став первым нидерландским игроком в новообразованной высшей лиге США. Сыграл за клуб четыре матча.
У Раймо и его жены Керри — трое детей. Некоторое время их семья жила в Брюсселе. Его сын — Джек, также стал футболистом. По состоянию на 2021 год де Врис работал старшим вице-президентом в Citizens Financial Group в Филадельфии.

## Статистика выступлений
| Выступление      | Выступление      | Выступление      | Лига | Лига | Кубок | Кубок | Итого | Итого |
| Клуб             | Лига             | Сезон            | Игры | Голы | Игры  | Голы  | Игры  | Голы  |
| ---------------- | ---------------- | ---------------- | ---- | ---- | ----- | ----- | ----- | ----- |
| Колорадо Рэпидз  | MLS              | 1996             | 4    | 0    | 1     | 0     | 5     | 0     |
| Всего за карьеру | Всего за карьеру | Всего за карьеру | 4    | 0    | 1     | 0     | 5     | 0     |